# Konstantynówek (Żółwieniec)
Konstantynówek – część wsi Żółwieniec w Polsce, położona w województwie wielkopolskim, w powiecie konińskim, w gminie Ślesin.
W latach 1975–1998 Konstantynówek należał administracyjnie do województwa konińskiego.